# Diána Fűrész
Diána Ivett Fűrész (Kecskemét, 15 gennaio 1984) è un'ex cestista ungherese.

## Carriera
Con l'Ungheria ha disputato i Campionati europei del 2009.